# عدي بن حاتم الطائي
أَبُو طَرِيفٍ عَدِيُّ بْنُ حَاتِمِ بْنِ عَبْدِ اَللّٰهِ بْنِ سَعْدٍ اَلطَّائِيُّ اَلْقَحْطَانِيُّ (52 ق هـ - 68 هـ / 572 -687 م) هو ابْنُ حاتِمٍ الطائيِّ الذي يُضرَب به المَثَل في الجود والكرم، فكان أبوه من أجود العرب وأكرمهم. تولى عَدِيٌّ رِياسةَ قومِه قبيلةِ طيِّئ بعد وفاة أبيه في أرض الجَبَلَينِ: أَجَإٍ وسَلْمَىٰ، وهي مِنْطَقة حائل حالياً. كان نصرانيًّا ثم أسلم سنةَ 9 هـ، وهو من صَحابة النبي محمد، قال ابن حجر "وشهد فتح العراق ثم سكن الكوفة".

## نسبه ونشأته
هو عَدِيُّ بْنُ حَاتِمِ بْنِ عَبْدِ اَللّٰهِ بْنِ سَعْدِ بْنِ اَلْحَشْرَجِ بْنِ اِمْرِئِ اَلْقَيْسِ بْنِ عَدِيِّ بْنِ أَخْزَمَ بْنِ أَبِي أَخْزَمَ (وَاِسْمُهُ هَزُومَةُ) بْنِ رَبِيعَةَ بْنِ جَرْوَلَ بْنِ ثُعَلَ بْنِ عَمْرِو بْنِ اَلْغَوْثِ بْنِ طَيِّئٍ. يُكَنَّىٰ بِأَبِي طَرِيفٍ وَأَبِي وَهْبٍ.
بناءً على أنّ عمره حين وفاته 120 سنة، تكون ولادته ما بين سنة 51 ـ 54 قبل الهجرة النبويّة.
نشأ عَدِيّ بن حاتِم منذ طفولته في الجاهليّة وسط بيت يشخص فيه والده المعروف بالكرم؛ فقد كان أحد الثلاثة الذين ضُرب بهم المثَل في الجود زمن الجاهليّة. تزوّج حاتم امرأة تُدعى النَّوار، كانت تلومه على كرمه، فتزوّج ماويّة بنت عفزر من بنات ملوك اليمن وكانت تحبّ الكرم وتوقّر الكرماء، فأنجبت له عَدِيّاً، وقد ورث عَدِيٌّ تلك الخصال الحميدة عن أبيه.
وفي هذا يقول الشاعر:
ويقول حاديهم الغرير:

## صفته
كان عديّ بن حاتم الطائي رجلاً جسيماً، أعور، ولم يكن العَوَر خِلقةً فيه، بل طرأ عليه أثناء حروبه إلى جانب علي بن أبي طالب، فشهد واقعة الجمل وفيها ذهبت إحدى عينيه، وشهد وقعة صِفِّين فذهبت فيها الأُخرى ،ويبدو أنّ ذهاب العين لم يكن كاملاً، لأن عديّاً اشترك في معركة النهروان وعاصر ما بعدها من الأحداث، لكنّ العرب يعبّرون عن انقلاب الجفن وما شابهه من العيوب التي تُصيب العين ولا تذهب بالبصر كلّه بـ العور.

## قصة إسلامه
كان عدي بن حاتم يدين بالركوسيّة وهو دين مندثر بين اليهودية والمسيحية أما قبيلته يدينون بالمسيحية حين ظهور الإسلام.
يقال بأن رسول الله صلى الله عليه وسلم أرسل لهم علي بن أبي طالب لغزوهم وكان عدي في بلاد الشام في ذلك الوقت فتم الغزو وأخذوا أسرى، وكان من بين الأسيرات سَفَّانة بنت حاتم الطائي أخت عدي، فدار بينها وبين الرسول حواراً أوضحت فيه أنها سيدة في قومها وأنها ابنة حاتم الطائي ففك اسرها.
كان عدي بن حاتم من ألدّ أعداء الإسلام، لأنه هدد زعامته لقبيلته طيء، إلا أنه وبعد إسلام أخته سَفَّانة، وفد على الرسول في سنة 7 هـ - 628م، وكانت وفادته لاستكشاف أمر هذا الرسول الجديد ولم يكن في نيته أن يسلم، ولما وصل المدينة قابل النبي محمد صلى الله عليه وسلم في مسجده ولاحظ أنه لا يدعى بالملك أو الزعيم، فعرف أن الرسول لا يسعى للملك أو الزعامة. فأخذه إلى بيته وهناك حادثه في أمر الإسلام وكان مما قال له:
«لعلك يا عدي إنما يمنعك من الدخول في هذا الدين ما ترى من حاجة المسلمين وفقرهم، فوالله ليوشكن المال أن يفيض فيهم، حتى لا يوجد من يأخذه، ولعله يا عدي إنما يمنعك من الدخول في هذا الدين ما ترى من قلة المسلمين وكثرة عدوهم، فوالله لتوشكن أن تسمع بالمرأة تخرج من القادسية على بعيرها حتى تزور هذا البيت لا تخاف إلا الله، ولعله يا عدي إنما يمنعك من الدخول في هذا الدين أنك ترى أن الملك والسلطان في غيرهم، فهم ضعاف، وايم الله لتوشكن أن تسمع بالقصور البيض من أرض بابل قد فتحت عليهم، وإن كنوز كسرى قد صارت إليهم».
أسلم عدي بعدها، وعاش حتى سنة 68 هـ - 688م، وشارك في حرب الصحابة، بعد مقتل عثمان بن عفان، وكان إلى جانب علي بن أبي طالب.

## وقائع وأدوار
كان لعديّ بن حاتم أدوار مهمّة وركائز عديدة ساهمت في تغيير وجه الأحداث، منها:
- ثباته هو وقومه وقبيلته طيّء على الإسلام ولم يرتدّوا بعد وفاة النبيّ في بعض من ارتدّ.
- شهدَ فتحَ العراق ووقعة القادسيّة ووقعة مِهران، ويوم الجِسر.. وكان له فيه بلاءٌ حَسَن.
- وثوبه على الوليد بن عُقْبة حين شرب الخمر وأساء السيرة، فشارك في عزله عن ولاية الكوفة.
- كان من المسارعين لبيعة أمير المؤمنين عليّ والمناصرين له والمؤازرين، وكان له الباع الأطول في تحشيد القوات من طيّء وتسييرها لأمير المؤمنين علي .
- في معركة الجمَل.. أناط به أمير المؤمنين عليّ مواقع مهمّة، فجعله ومحمد بن أبي بكر على القلب، محمّداً على الخيل وعديّاً على رجّالتها. كما جعله في موقع آخر على خيل قُضاعة ورجّالتها، ثمّ اشترك في عَقر الجمَل هو والحمُاة حتّى عَرقَبوه.
- في صِفّين.. أمّره أمير المؤمنين عليّ على طيّء. حتّى إذا كان التوادع إلى أن ينسلخ المحرّم، أرسل أمير المؤمنين عليّ عديّاً في جماعة ليدعوَ معاوية إلى الطاعة. فقام عديّ مقاماً مشكوراً أثنى فيه على أمير المؤمنين عليٍّ .
- ثمّ قاد الجيش العلويّ وجحافلَه ضدّ الجيش الأُموي بقيادة عبد الرحمن بن خالد بن الوليد يوم 8 صفر سنة 37 هجريّة، وقد حشّد معاوية أشدّاءَ رِجاله، فكان النصر حليف عديّ، وفرّ عبد الرحمن وتوارى في العَجاج وعاد إلى معاوية مقهوراً.

## وفاته
تراوح المؤرّخون في تحديد وفاة عديّ بن حاتم في الكوفة بين أربع سنين: من 66 ـ 69 هجريّة، وبعضهم لم يحدّد السنة وإنّما اكتفى بأنّه تُوفّي في أيّام المختار الثقفي، علماً أنّ المختار كانت حكومته على الكوفة ثمانية عشر شهراً: من ربيع الأوّل سنة 66 إلى النصف من شهر رمضان سنة 67 هجرية.

## وصلات خارجية
- عدي بن حاتم، سير أعلام النبلاء، للحافظ الذهبي